# نيل شامبرز
نيل شامبرز (بالإنجليزية: Neil Chambers)‏ هو مهندس معماري أمريكي، ولد في 5 سبتمبر 1974 في الولايات المتحدة.